# Perdita rudei
Perdita rudei är en biart som beskrevs av Timberlake 1980. Perdita rudei ingår i släktet Perdita och familjen grävbin. Inga underarter finns listade i Catalogue of Life.